# Trevor Wye

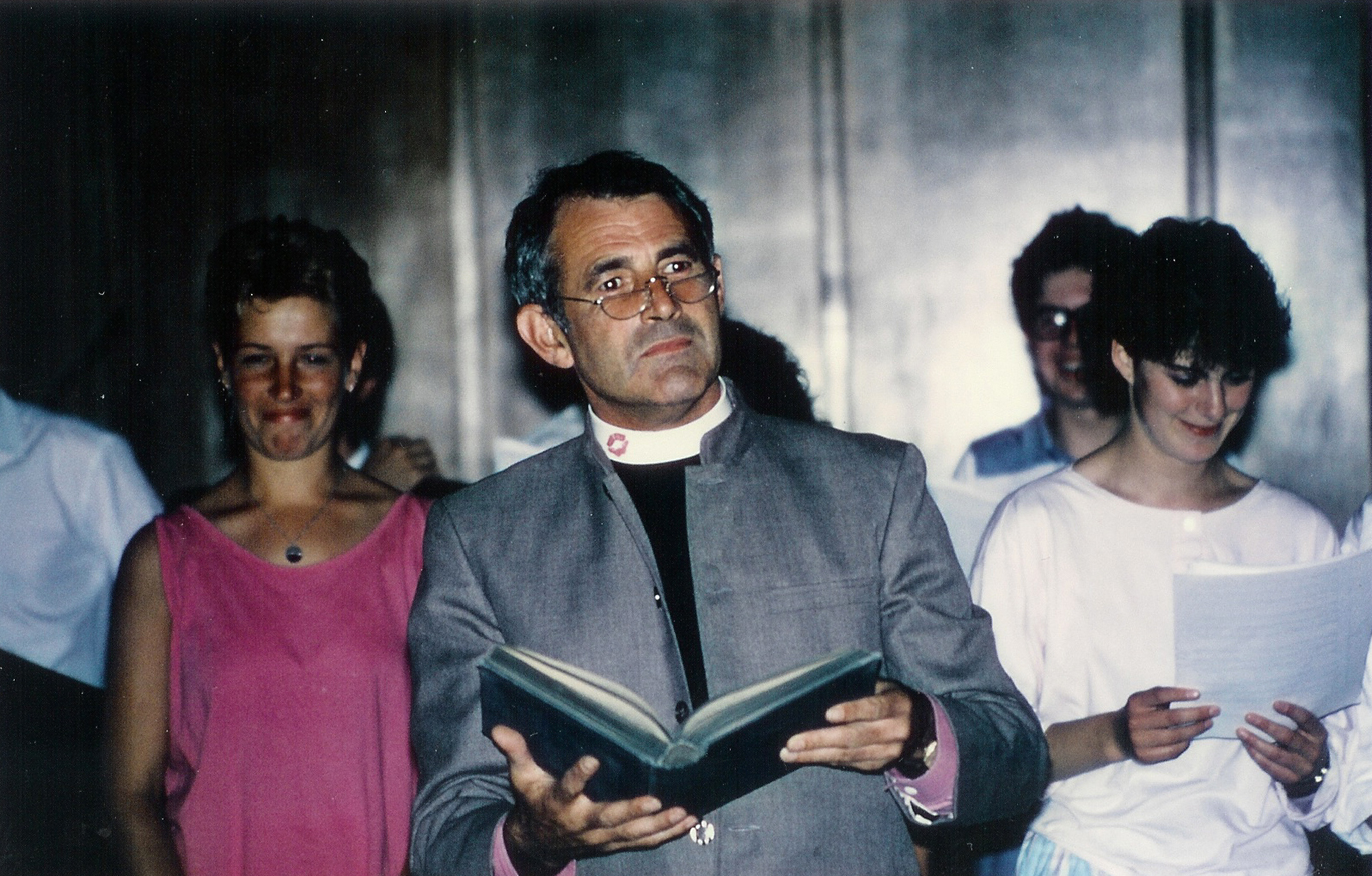
Wye in 1986

Trevor Wye (Woking, 6 juni 1935) is een Engels fluitist, fluitdocent en schrijver van een aantal fluitmethodes.
Wye begon met fluitspelen toen hij 14 was. Hij heeft nooit aan een conservatorium gestudeerd. Hij heeft wel lessen gevolgd bij beroemde fluitisten zoals Marcel Moyse, door wie Wye in sterke mate beïnvloed is in zijn spel, lesgeven en schrijven. Verder had hij ook les van de fluitist Geoffrey Gilbert en werd hij sterk beïnvloed door de Britse zanger Alfred Deller en de fluitist William Bennett. 
Wye was een aantal jaar freelance orkestfluitist en kamermuziekspeler in Londen. Hij maakte een aantal solo-opnamen. Hij was docent aan de Guildhall School of Music in Londen gedurende 14 jaar en aan de Royal Northern College of Music in Manchester gedurende 22 jaar. De laatste verleende hem een eervolle onderscheiding in 1990.
De bekendste boeken van Wye zijn zijn zesdelige serie Practice Books for the Flute (vertaald in het Nederlands met de titel Oefenboek voor de Fluit, deel 1 t/m 6), die achtereenvolgens de aspecten toon, techniek, articulatie, intonatie en vibrato, ademhaling en toonladders en oefeningen voor gevorderden behandelen. Hij publiceerde onder andere ook een serie met de titel A Beginner’s Book for the Flute, een oefenbook voor piccolo en een voor altfluit en een aantal arrangementen voor fluit en piano. Zijn biografie van Marcel Moyse werd vertaald in verschillende talen. Hij werk nog aan een encyclopedie van de fluit (met anderen) en een biografie van de fluitbouwer Albert Cooper. 
Wye geeft les in zijn fluitstudio in Kent, een eenjarige cursus voor afgestudeerde fluitisten sinds 1990. Hij geeft masterclasses en concerten over de hele wereld en is regelmatig jurylid bij internationale concoursen. 